# Дипилло, Рэйчел
Рэйчел Дипилло (англ. Rachel DiPillo; род. 26 января 1991, Флинт (Мичиган), США) — американская актриса.

## Карьера
В 2012 снялась в фильме «Оборотень: Зверь среди нас» режиссёра Луи Морно.

## Фильмография
| Год  | Название на русском        | Название на английском       | Роль |
| ---- | -------------------------- | ---------------------------- | ---- |
| 2012 | Оборотень: Зверь среди нас | Werewolf: The Beast Among Us | Ева  |

| Год         | Название на русском           | Название на английском | Роль             | Примечания                                            |
| ----------- | ----------------------------- | ---------------------- | ---------------- | ----------------------------------------------------- |
| 2011        | Закон и порядок: Лос-Анджелес | Law & Order: LA        | Сильвия Лестер   | Эпизод «Runyon Canyon»                                |
| 2011        | Сестра Готорн                 | Hawthorne              | Сара Колтон      | Эпизод «Let Freedom Sing»                             |
| 2012        | Месть                         | Revenge                | Джейми Кардачи   | Эпизоды «Grief» и «Reckoning»                         |
| 2012        | Кости                         | Bones                  | Миранда Спеддинг | Эпизод «The Ghost in the Machine»                     |
| 2013        | Доктор Эмили Оуэнс            | Emily Owens, M.D.      | Эллисон МакКлири | Эпизод «Emily and… The Car and the Cards»             |
| 2014        | Безумцы                       | Mad Men                | Шерри            | Эпизоды «Time Zones» и «Field Trip»                   |
| 2015 - 2017 | Медики Чикаго                 | Chicago Med            | Сара Риз         | Основной состав (1-3 сезоны, 4 сезон - гостевая роль) |